# Ентрі-Ріус (мікрорегіон)
Ентрі-Ріус (порт. Microrregião de Entre Rios) — мікрорегіон в Бразилії, входить в штат Баїя. Складова частина мезорегіону Північний схід штату Баїя. Населення становить 116 722 чоловік на 2005 рік. Займає площу 4384.645 км². Густота населення — 26.6 чол./км².

## Склад мікрорегіону
До складу мікрорегіону включені наступні муніципалітети:
1. Кардеал-да-Сілва
2. Конді
3. Ентрі-Ріус
4. Еспланада
5. Жандаїра

| Бразилія | Це незавершена стаття з географії Бразилії. Ви можете допомогти проєкту, виправивши або дописавши її. |